# Карнелл, Артур
Артур Эштон Карнелл (англ. Arthur Ashton Carnell; 21 марта 1862, Лондон — 11 сентября 1940, Лондон) — британский стрелок, чемпион летних Олимпийских игр.
Карнелл принял участие в летних Олимпийских играх в Лондоне в одной дисциплине. В стрельбе из малокалиберной винтовки лёжа на 50 и 100 ярдов он стал чемпионом, будучи пятым после первой половины соревнования.